# 水野忠清
水野忠清（日语：／ Mizuno Tadakiyo，1582年—1647年6月30日）是日本江戶時代前期大名，歷任下總上野小幡藩主、三河刈谷藩主、三河吉田藩主和信濃松本藩主，沼津藩水野氏初代，兄長是備後福山藩初代藩主水野勝成。

## 生涯
忠清作為水野宗家第6代領有三河刈谷（現愛知縣刈谷市）的水野忠重的四子在刈谷出生。慶長5年（1600年），忠清之父忠重被加賀井重望殺害後，水野氏家督由忠清之兄水野勝成繼任，忠清則成為江戶幕府將軍德川秀忠的家臣。同年爆發的關原之戰中，忠清亦有份參戰。慶長7年（1602年），忠清獲賜上野小幡藩1萬石，成為大名，同年獲朝廷任命為從五位下隼人正。慶長10年（1605年），忠清獲任命為書院番頭，並且兼任奏者番。
慶長19年（1614年），大坂冬之陣爆發時，忠清留守於岡山砦的秀忠本陣，而在元和元年（1615年）爆發的大坂夏之陣則擊敗大野治房，主下大功，但是由於與青山忠俊和高木正成等人爭功，而被判罰閉門。元和2年（1616年），在德川家康死去之前不久，忠清獲解除閉門處分，但是在一段時間內仍然處於謹慎狀態。
其後，忠清憑著其父忠重過去的功績以及自己在大坂之役的軍功，獲加封至三河刈谷2萬石。
寬永9年（1632年），忠清再獲加封至三河吉田藩4萬石。
寬永19年（1642年）7月，忠清加封至信濃松本藩7萬石。正保4年（1647年）5月，忠清在江戶死去，享年66歲，家督之位由水野忠職接任。